# Ralf Fährmann
Ralf Fährmann (Chemnitz, 28 settembre 1988) è un calciatore tedesco, portiere svincolato.

## Carriera
Trascorre parte della carriera a livello giovanile nello Schalke 04. Mandato in prestito multiplici volte, va mandato in prestito al Bochum, in Zweite Bundesliga, dove fa una buona annata, arrivando 3º in campionato, perdendo i play-off contro il Borussia M'gladbach.
Allo Schalke 04 rimane come sostituto di Manuel Neuer. Il 23 luglio 2011 vince la Supercoppa di Germania giocando da titolare e parando i rigori calciati da Kevin Großkreutz e Ivan Perišić. All'inizio della stagione 2013-2014 è promosso a secondo portiere dietro il titolare Timo Hildebrand. Infortunatosi quest'ultimo, assume il posto da titolare e lo mantiene per il resto della stagione. Rimane in Renania Settentrionale-Vestfalia.

## Palmarès

### Club

#### Competizioni nazionali
- Supercoppa di Germania: 1

Schalke 04: 2011
- Campionato tedesco di seconda divisione: 1

Schalke 04: 2021-2022